# Lee Won-jung (actor)
Lee Won-jung (en hangul, 이원정; nacido en San Francisco, Estados Unidos, el 14 de febrero de 2001) es un actor surcoreano.

## Vida personal
Nació en San Francisco, California, y tiene doble ciudadanía coreana y estadounidense. A excepción de su abuelo, toda su familia vive en Estados Unidos. Fue a la escuela primaria en este país, y después se mudó a Corea. De su infancia recuerda que sufrió mucha discriminación racial, e incluso episodios de violencia, por lo que fue una etapa difícil.

## Carrera
Su vocación de actor nació durante el quinto curso de la escuela primaria. Un día vio la serie Iris, protagonizada por Lee Byung-hun, y en ese momento surgió su interés por la actuación. Después se formó en una academia de actuación y en la universidad, y comenzó a aceptar pequeños papeles. Rechazó las ofertas de una importante agencia que quería lanzar un grupo de ídolos. Lee desechó ser etiquetado como tal y prefirió formarse exclusivamente como actor.
Lee Won-jung estuvo ligado a la agencia Studio Santa Claus entre 2021 y 2022. Desde 2023 tiene contrato con Runup Company.
Debutó en 2019 con un papel menor en Class of Lies, serie de OCN. En 2022 apareció de manera destacada en uno de los capítulos de la celebrada serie Woo, una abogada extraordinaria, con el papel de un joven acusado de abusos sexuales a una persona discapacitada. El actor encarnó con gran capacidad expresiva, según la reseña de un crítico, un personaje ambiguo en el que es difícil discernir verdad y mentira, y generó expectativas sobre el futuro de su carrera.De pocos meses después es uno de los papeles que más lo ha dado a conocer por el público y el primero como protagonista, el de Baek Hee-seop en Mi perfecto desconocido, de 2023. El mismo actor declaró que le atrajo el papel porque presentaba «un personaje de carácter tridimensional y no simple». Por él fue galardonado como mejor actor revelación en los premios KBS Drama de ese año.

## Filmografía

### Series de televisión
| Año  | Título                          | Papel          | Canal        | Notas                     | Ref.               |
| ---- | ------------------------------- | -------------- | ------------ | ------------------------- | ------------------ |
| 2019 | Class of Lies                   | Lee Jeong-soo  | OCN          |                           | [ 2 ]              |
| 2020 | Live On                         | Lee Hun-ho     | JTBC         |                           | [ 10 ]             |
| 2020 | Real:Time:Love                  | Yook Deok-jin  | Naver TV     | Serie web, temporada 3    | [ 11 ]             |
| 2020 | Real:Time:Love                  | Yook Deok-jin  | Naver TV     | Serie web, temporada 4    | [ 11 ]             |
| 2021 | Bio Homme                       | Ko In-hyuk     | Naver TV     | Serie web                 | [ 12 ]             |
| 2021 | I:LOVE:DM                       | Yook Deok-jin  |              | Serie web                 |                    |
| 2021 | Can You Deliver Time? 2002      | Lee Min-hyuk   | BATV         | Serie web                 |                    |
| 2021 | Girl's World                    | Kwon Seung-ha  | tvN D Studio | Serie web, temporada 2    | [ 13 ]             |
| 2022 | New Normal Zine                 | Jung Seok-jin  | TVING        |                           | [ 14 ]             |
| 2022 | Woo, una abogada extraordinaria | Yang Jeong-il  | ENA          | Episodio 10               | [ 4 ] [ 5 ] [ 15 ] |
| 2023 | Brain Cooperation               | Kim Joon-young | KBS2         |                           | [ 16 ] [ 16 ]      |
| 2023 | Mi perfecto desconocido         | Baek Hee-seop  | KBS2         | Primer papel protagonista | [ 17 ] [ 18 ]      |
| 2024 | Jerarquía                       | Lee Woo-jin    | Netflix      | Serie web                 | [ 19 ] [ 1 ]       |
| 2024 | Serendipity's Embrace           | Kwon Sang-pil  | tvN          |                           | [ 20 ]             |

## Premios y nominaciones
| Año  | Premios   | Categoría              | Papel                   | Resultado | Ref.  |
| ---- | --------- | ---------------------- | ----------------------- | --------- | ----- |
| 2023 | KBS Drama | Mejor actor revelación | Mi perfecto desconocido | Ganador   | [ 8 ] |